# 韦里讷德多姆
韦里讷德多姆（法語：Veyrines-de-Domme，法語發音：[vɛʁin də dɔm]，意为“多姆的韦里讷”）是法国多尔多涅省的一个市镇，属于萨拉拉卡内达区。

## 地理
韦里讷德多姆（44°47'37"N, 1°6'17"E）面积11.44 平方千米，位于法国新阿基坦大区多爾多涅省，该省份为法国西南部内陆省份，是法國本土面积第三大的省，大致对应佩里戈尔地区，北起顺时针与夏朗德省、上维埃纳省、科雷兹省、洛特省、洛特-加龙省、吉倫特省和滨海夏朗德省接壤。
与韦里讷德多姆接壤的市镇（或旧市镇、城区）包括：阿拉斯莱米讷、卡斯泰尔诺-拉沙佩勒、格里沃、卡尔沃、克拉代什。

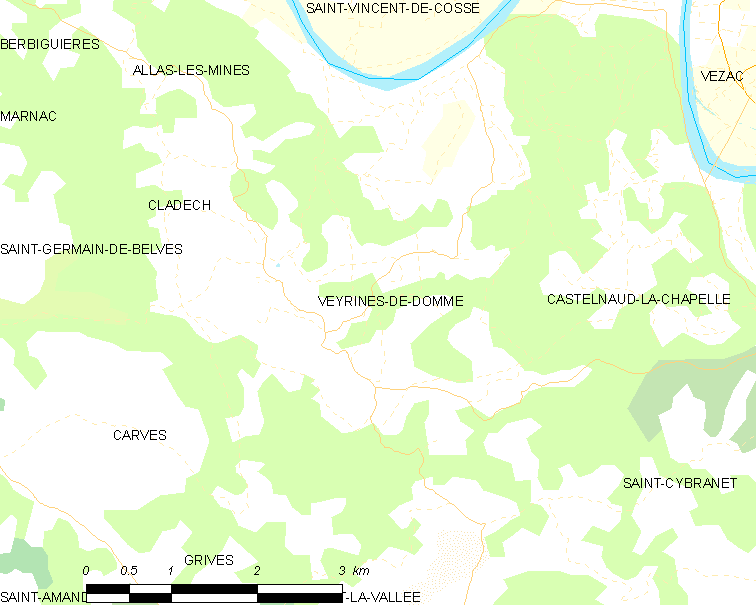
韦里讷德多姆的OSM定位图

韦里讷德多姆的时区为UTC+01:00、UTC+02:00（夏令时）。

## 行政
韦里讷德多姆的邮政编码为24250，INSEE市镇编码为24575。

## 政治
韦里讷德多姆所属的省级选区为多尔多涅河谷县。

## 人口

1962-2008年间韦里讷德多姆人口变化图示

韦里讷德多姆于2022年1月1日时的人口数量为235人。